# Sean Porter (Kameramann)
Sean Porter (* in Tacoma, Washington) ist ein US-amerikanischer Kameramann.

## Leben
Porter wurde in Tacoma im US-Bundesstaat Washington geboren und wuchs mit zwei Brüdern und einer Schwester in der Kleinstadt Gig Harbor auf. Bereits in früher Jugend begann er damit, eigene Filme zu drehen. Später zog die Familie nach Bellevue, wo er sich an der Bellevue High School erstmals professioneller mit der technischen Seite der Filmproduktion auseinandersetzte und den Entschluss fasste, Kameramann zu werden. Porter schloss 2004 sein Studium an der University of Washington ab.
Nach zahlreichen Kurzfilmen wurde Porter als Kameramann für das Filmdrama Eden (2012) engagiert. Seine Arbeit für Eliza Hittmans Drama It Felt Like Love, das seine Premiere beim Sundance Film Festival 2013 feierte, brachte Porter erste Anerkennung von Kritikern ein. 2015 filmte er Jeremy Saulniers Thriller Green Room. Im Jahr 2018 war Porter für die Kameraarbeit der Oscar-prämierten Tragikomödie Green Book – Eine besondere Freundschaft verantwortlich.
Im Juli 2019 wurde Porter als eine von 842 Persönlichkeiten von der Academy of Motion Picture Arts and Sciences als Neumitglied eingeladen.

## Filmografie (Auswahl)
- 2010: Bass Ackwards
- 2012: Eden
- 2012: Grassroots
- 2013: It Felt Like Love
- 2013: Brothers Hypnotic (Dokumentarfilm)
- 2013: Squid Man
- 2014: Kumiko, the Treasure Hunter
- 2015: Green Room
- 2016: The Trust
- 2016: Jahrhundertfrauen (20th Century Women)
- 2017: Girls’ Night Out (Rough Night)
- 2018: Green Book – Eine besondere Freundschaft (Green Book)
- 2022: The Greatest Beer Run Ever
- seit 2024: Star Wars: Skeleton Crew (Fernsehserie)